# Глухарьово
Глухарьо́во (рос. Глухарёво) — присілок у складі Режівського міського округу Свердловської області.
Населення — 22 особи (2010, 21 у 2002).
Національний склад станом на 2002 рік: росіяни — 76 %.